# Kanton Mélisey
Kanton Mélisey (francouzsky Canton de Mélisey) je francouzský kanton v departementu Haute-Saône v regionu Franche-Comté. Tvoří ho 13 obcí.

## Obce kantonu
- Belfahy
- Belmont
- Belonchamp
- Écromagny
- Fresse
- Haut-du-Them-Château-Lambert
- La Lanterne-et-les-Armonts
- Mélisey
- Miellin
- Montessaux
- Saint-Barthélemy
- Servance
- Ternuay-Melay-et-Saint-Hilaire